# Chwasty (film Héctora Babenco)
Chwasty (ang. Ironweed) – amerykański dramat z 1987 r. w reżyserii Héctora Babenco, zrealizowany na podstawie powieści Williama Kennedy’ego. Zdjęcia kręcono głównie w Albany w stanie Nowy Jork.

## Fabuła
Lata 30. XX w., Albany. Francis Phelan od 22 lat mieszka na ulicy. Pracuje, kopiąc doły na cmentarzu, ale przepija wszystko, co zarobi. Opuścił dom po śmierci syna – upuścił niemowlę na twardą podłogę. Nawiedza go duch motorniczego, w którego podczas demonstracji rzucił kamieniem. Postanawia odnaleźć Helen – swoją dawną miłość. Ona utrzymuje się z gry na fortepianie i śpiewu. Gdy się odnajdują, nic się nie zmienia – nadal wiodą życie biedaków, niewiele oczekując od losu – poza alkoholem i czymś do jedzenia.

## Obsada
- Jack Nicholson jako Francis Phelan
- Meryl Streep jako Helen Archer
- Carroll Baker jako Annie Phelan
- Michael O’Keefe jako Billy Phelan
- Diane Venora jako Margaret Peg Phelan
- Fred Gwynne jako Oscar Reo
- Margaret Whitton jako Katrina Dougherty
- Tom Waits jako Rudy
- Anne Ramsey jako mama Umstetter

## Nagrody i nominacje
Oscary za rok 1987
- Najlepsza główna rola męska – Jack Nicholson (nominacja)
- Najlepsza główna rola kobieca – Meryl Streep (nominacja)

Złote Globy 1987
- Najlepszy aktor dramatyczny – Jack Nicholson (nominacja)